# Полет 8501 на „Индонезия ЕърЕйжа“
Полет 8501 на „Индонезия ЕърЕйжа“ е редовен международен пътнически полет, изпълняван от „Индонезия ЕърЕйжа“ от международното летище „Джуанда“ в Сурабая, Ява, Индонезия, до летище „Чанги Сингапур“ в Сингапур. На 28 декември 2014 г. самолетът, който изпълнява маршрута – „Еърбъс А320-216“, се разбива в Яванско море, пролива Каримата между островите Белитунг и Борнео и убива всички 155 пътници и 7 членове на екипажа на борда. Капитанът не изпраща сигнал за бедствие от самолета преди сблъска на машината в морето.
Властите в Индонезия изпращат 7 кораба, 2 хеликоптера и екипи за претърсване на района, както и разузнавателен самолет „Боинг 737“. Търсенето е спряно същия ден поради тъмнина и лошо време и е подновено на другия ден. Операциите по търсене и спасяване се превръщат в международно усилие. През януари са открити и извадени тела и отломки от самолета, включително голяма част от фюзелажа с едно прикрепено крило и опашката, както и записващото устройство в пилотската кабина. До март 2015 г. всички големи части са вдигнати от морското дъно и преместени за целите на разследването. Когато издирвателните операции приключват през март 2015 г., са открити само 116 тела.
През декември 2015 г. Индонезийският национален комитет за безопасност на транспорта публикува доклад, в който се заключава, че некритична повреда в системата за управление на руля кара капитана да извърши нестандартно нулиране на бордовите компютри за управление на полета. Впоследствие управлението на самолета е загубено, което довежда до срив и неконтролирано спускане в морето. Лошото общуване между двамата пилоти е посочено като допринасящ фактор. Това е първата и единствена фатална самолетна катастрофа на някой от сътрудниците на „ЕърЕйжа“.
Катастрофата слага край на най-лошата и смъртоносна година в историята на самолетните катастрофи от последното десетилетие. Документален филм за полет 8501 излиза през март 2015 г. и е излъчен по „Дискавъри Ченъл“ в над 220 страни по света. Филмът изследва отражението върху авиационната индустрия, като сравнява инцидента с катастрофите на полет 447 на „Ер Франс“ и полет 370 на „Малайзия Еърлайнс“.